# Norma dopełnienia
Norma dopełnienia – normy, które (obok norm odniesienia) muszą spełnić zachowania kompetencyjne. W niej zawarte są m.in. przesłanki prawidłowości decyzji. Normami dopełnienia są przepisy prawa materialnego (głównie administracyjnego) oraz pewien zbiór przepisów postępowania administracyjnego, które normują jego przebieg od wszczęcia do momentu uzyskania przez decyzję cechy ostateczności. Na normy dopełnienia w każdej |sprawie administracyjnej może składać się różny zespół przepisów.
W oparciu głównie o normy dopełnienia sąd administracyjny dokonuje rozpoznania, z kolei o zakresie orzekania decyduje przede wszystkim norma odniesienia.